# Briquet Griffon Vendéen
Briquet Griffon Vendéen je jediné plemeno psa domácího, které si uchovalo název „briquet“, který značí, že se jedná o středně velkého psa. Jeho šlechtění započalo před první světovou válkou. Briquet Griffon je vylepšená zmenšenina Velkého vendéského hrubosrstého honiče.  

## Historie
Jeho šlechtění začalo před první světovou válkou hrabě Elva. Během světových válek byly jeho stavy téměř vyhubeny a znovu se objevil ve Fontenay-le-Comte v roce 1946. V současné době se vyskytuje dostatek kvalitních jedinců, smečka briquetů vyhrála v roce 1995 „Mistrovství Francie v lovu srnčí zvěře“. Honič je využívaný k lovu se střelnou zbraní pro lov černé zvěře, lišek či zajíců. Platný standard byl uznán 9. ledna 1999. 

## Vzhled
Briquet je hrubosrstý honič střední velikosti s poměrně statnou stavbou těla. Výška v kohoutku je u psů 50–55 cm a u fen 48–53 cm. Mozkovna je mírně klenutá, krátká a ne moc široká. Její horní linie je při pohledu z boku rovnoběžná s linií nosního hřbetu. Nos je velký, nejčastěji má černou barvu, s výjimkou jedinců zbarvených bílo-oranžově, u těch je tolerovaná nahnědlá barva. Skus je nůžkový, s řezáky, které jsou zasazené kolmo v čelistech. Oči mají tmavou barvu, jsou velké a jejich pohled je živý. Ušní boltce jsou nízko nasazené, pod oční linií, jsou úzké a na koncích špičaté, porostlé dlouhou srstí. Stáčejí se dovnitř a jsou natažené kupředu. Ocas je vysoko nasazený, spíše krátký, u kořenu silný zužující se směrem ke špičce. Hrudní koš je hluboký a nepříliš široký, dosahuje až k loktům. Pánevní končetiny jsou mohutné, rovné a navzájem rovnoběžné při pohledu z jakékoli strany. Kůže je silná, ale pružná, často trikolorně mramorovaná. Nesmí být nadměrně volná, nesmí tvořit záhyby ani vrásky. Srst je středně dlouhá, na pohmat drsná, někdy trochu chundelatá. Barva srsti může být bílo-černá, černý bělouš, černá se světlým pálením (černo-tříslové), bílo-oranžové, oranžový bělouš, trikolorní, plavá s černým stínováním, pískové s černým stínováním a bílým skvrněním. 

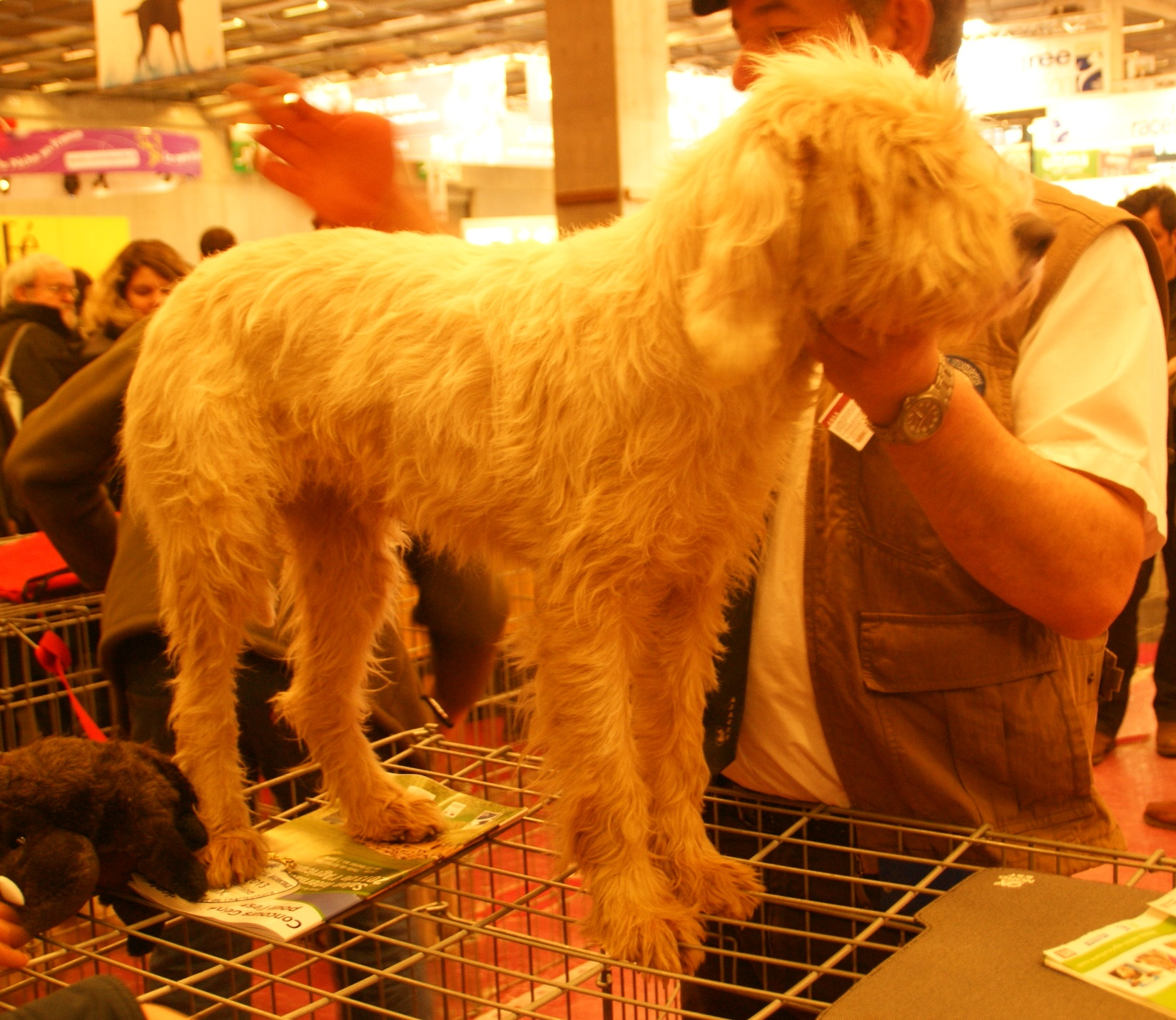
Briquet Griffon Vendéen na výstavě

## Fci
Dle Mezinárodní kynologické federace je Briquet Griffon Vendéen zařazen do skupiny VI. – Honiči a barváři, sekce 1 – honiči, podsekce 2 – střední honiči. 